# Cimetière de Petrašiūnai
Le cimetière du Petrašiūnai est un cimetière situé au sud-est de Kaunas, en Lituanie. De nombreuses personnalités lituaniennes y sont enterrées.

## Histoire
La construction du cimetière commence fin 1939, et les premières inhumations ont lieu en 1941.

## Personnalités inhumées
- Saliamonas Banaitis, imprimeur et banquier, signataire de la Déclaration d'indépendance de la Lituanie
- Leonas Bistras, homme politique, Premier ministre de la Lituanie
- Marija Gimbutas, archéologue
- Algirdas Julien Greimas, linguiste et sémioticien
- Jonas Jablonskis, linguiste
- Steponas Kairys, ingénieur et homme politique
- Petras Klimas, diplomate et historien, signataire de la Déclaration d'indépendance de la Lituanie
- Sofija Kymantaitė-Čiurlionienė, écrivaine
- Algimantas Masiulis, acteur
- Kazys Škirpa, militaire, homme politique et diplomate
- Mykolas Sleževičius, homme politique, Premier ministre de la Lituanie
- Algirdas Šocikas, boxeur
- Ričardas Tamulis, boxeur
- Juozas Zikaras, sculpteur
- Salomėja Nėris, poétesse

## Source
- (en) Cet article est partiellement ou en totalité issu de l’article de Wikipédia en anglais intitulé « Petrašiūnai Cemetery » (voir la liste des auteurs).